# 배따라기 (1981년 드라마)
《배따라기》는 1981년 2월 28일에 방영된 TV문학관이다.

## 출연
- 송재호
- 장미희
- 정동환
- 김성겸
- 이낙훈
- 강부자
- 김난영
- 나옥녀
- 곽정희
- 이수연
- 이한승
- 김영철
- 이한수
- 장학수
- 김병기
- 하대경
- 송종원
- 김윤형
- 오기환
- 남성식
- 박태서
- 김순구
- 홍유진
- 이환지
- 임옥경
- 지관룡
- 김금화